# Säbelscheidentrachea

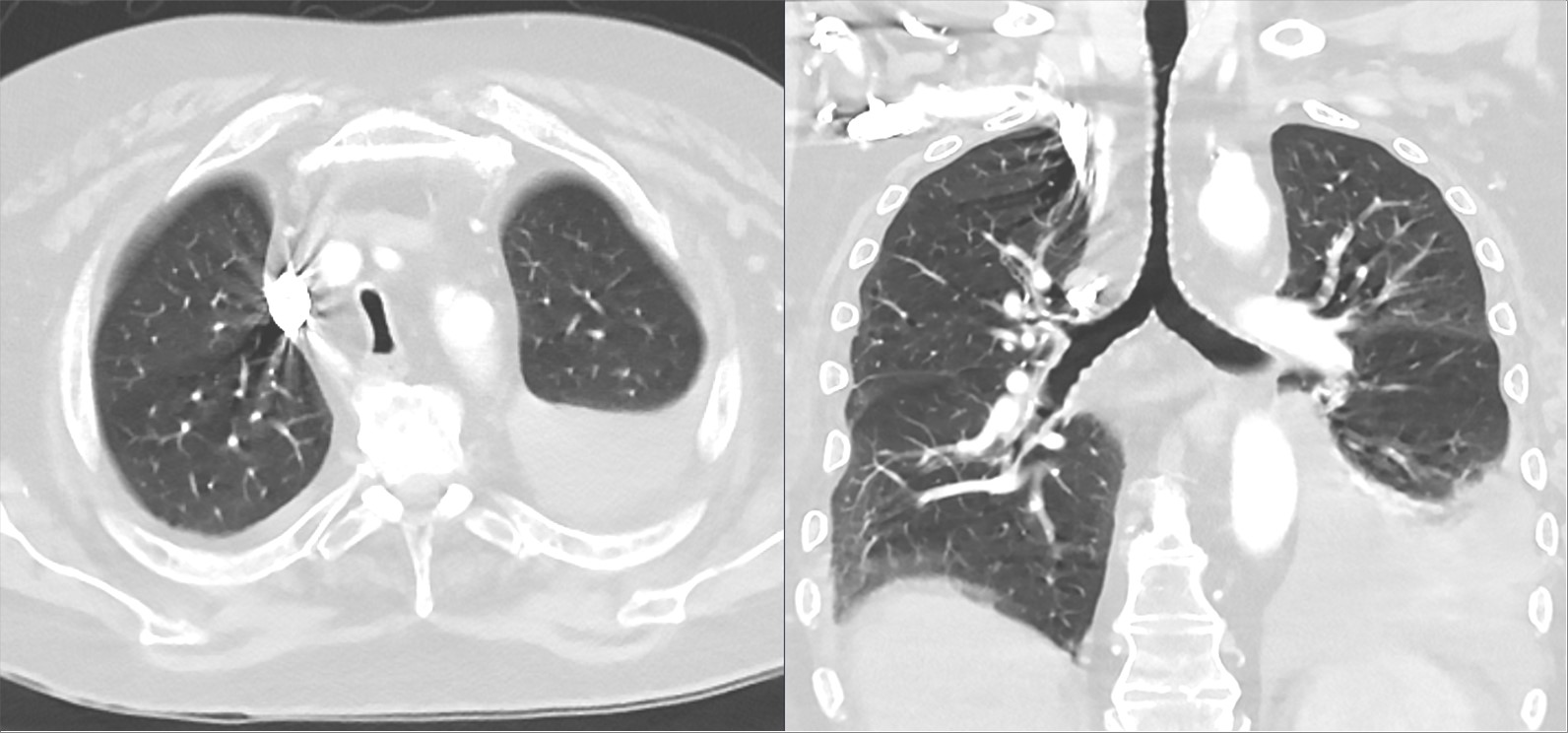
Säbelscheidentrachea bei COPD in der Computertomographie: Die Trachea ist in der coronaren Ebene ggü. dem sagittalen Durchmesser deutlich verschmälert. Der extrathorakale Anteil wieder normal weit.

Die Säbelscheidentrachea ist eine Erscheinungsform der Luftröhre (Trachea), bei der eine gesunde Luftröhre durch äußeren Druck eingeengt (förmlich zusammengequetscht) wird. Das tritt beispielsweise im Rahmen einer retrosternalen Struma oder einer COPD auf. Klinisch relevant wird die Säbelscheidentrachea insbesondere dann, wenn die Einengung so ausgeprägt ist, dass sie die Atmung behindert.